# Fuenferrada
Fuenferrada é um município da Espanha na província de Teruel, comunidade autónoma de Aragão. Tem 24,22 km² de área e em 2021 tinha 40 habitantes (densidade: 1,7 hab./km²).

## Demografia
| Variação demográfica do município entre 1991 e 2005 | Variação demográfica do município entre 1991 e 2005 | Variação demográfica do município entre 1991 e 2005 | Variação demográfica do município entre 1991 e 2005 |
| --------------------------------------------------- | --------------------------------------------------- | --------------------------------------------------- | --------------------------------------------------- |
| 1991                                                | 1996                                                | 2001                                                | 2005                                                |
| 53                                                  | 49                                                  | 48                                                  | 43                                                  |